# Château Grand-Puy Ducasse
Le château Grand-Puy Ducasse, est un domaine viticole de 40 hectares situé à Pauillac en Gironde. Situé en AOC pauillac, il est classé cinquième grand cru dans la classification officielle des vins de Bordeaux de 1855.

## Histoire

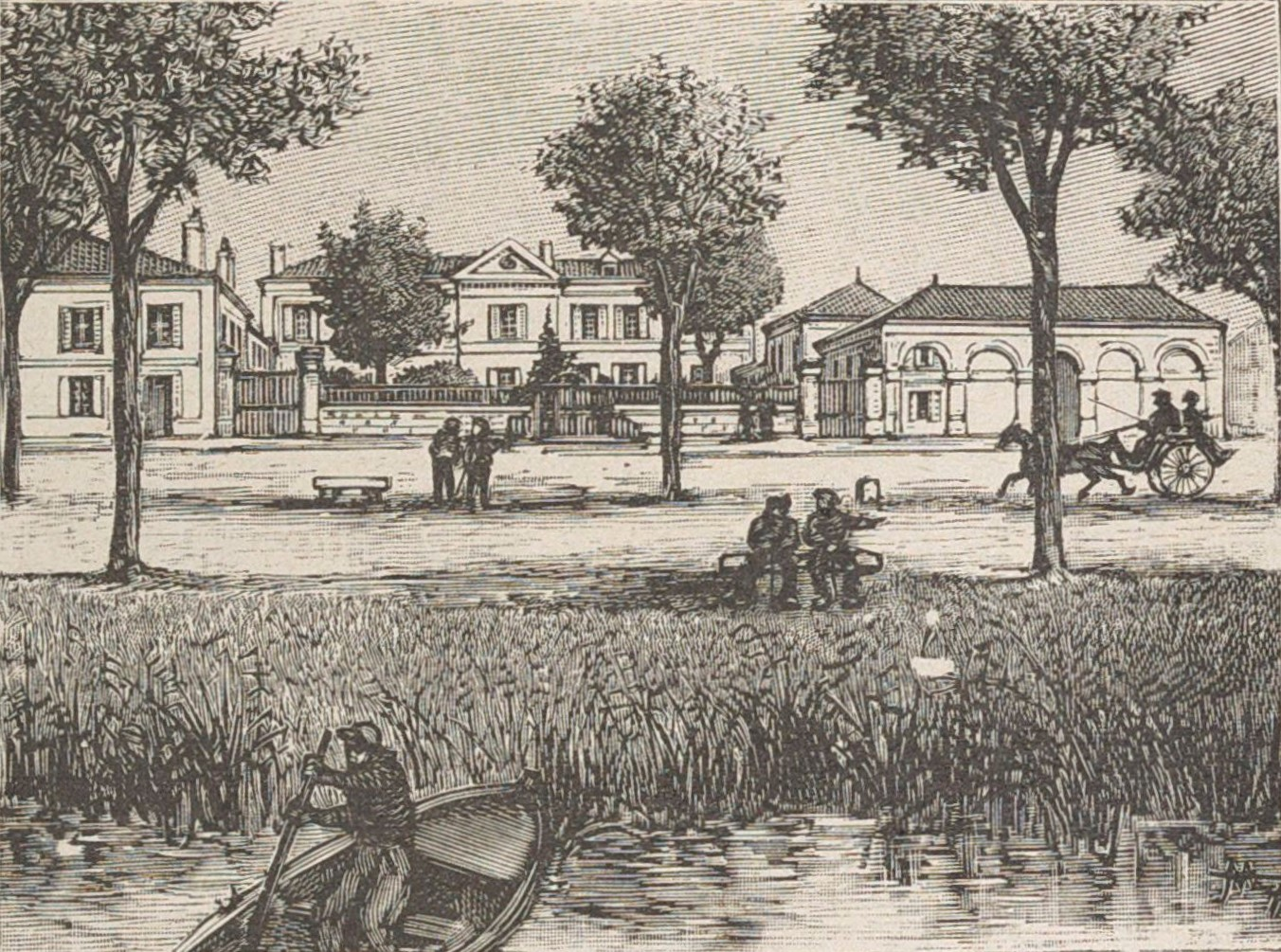
Illustration du Château Grand-Puy Ducasse en 1949.

Le domaine est racheté en 2004, par le Crédit agricole.

## Vignoble

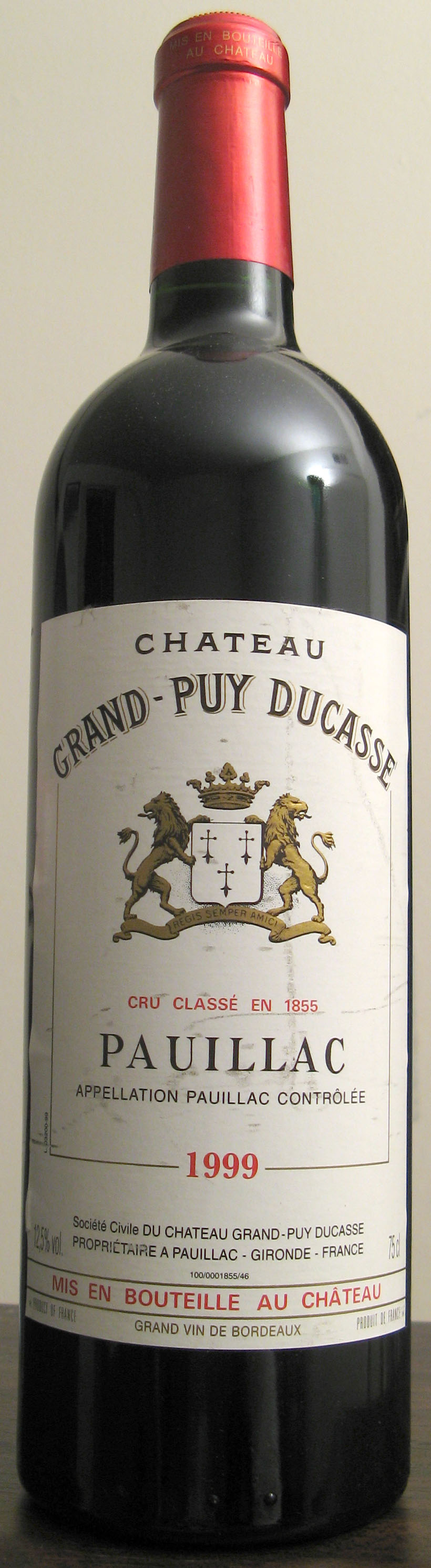
Bouteille de château Grand-Puy Ducasse millésime 1999.